# Pukli Péter
Pukli Péter (Budapest, 1942. június 24. –) statisztikus, közgazdász, a Központi Statisztikai Hivatal elnöke 2003-tól 2009-ig. A Szegedi Tudományegyetem Gazdaságtudományi Karának egyetemi docense.

## Élete

### Iskolai végzettségei
1962 és 1966 között a Budapesti Közgazdaságtudományi Egyetem ipar szakát végezte, majd ugyanitt 1971-tól 1973-ig posztgraduális képzés keretében statisztikus szakközgazdász lett. 1974-ben a Budapesti Közgazdaságtudományi Egyetemen közgazdaságtudományi doktorává avatták. Diplomadolgozata címe: A beruházási indexek volt.
2001-ben a Szegedi Tudományegyetem Gazdaságtudományi Karán, közgazdaságtudomány tudományszakból summa cum laude minősítéssel, doktori (PhD) címet szerzett. Disszertációjának a címe: A valós gazdasági folyamatok statisztikai mérhetősége, különös tekintettel az EU csatlakozásra.
Angol nyelvből felsőfokú, orosz nyelvből alapfokú vizsgát teljesített.

### Szakmai pályafutása
Az egyetem befejezése után került a Központi Statisztikai Hivatalba. Tizenöt évig beosztott tisztviselőként, majd 1981 és 1986 között a Beruházásstatisztikai osztály vezetőjeként, 1986-tól 1990-ig a Kereskedelemstatisztikai főosztály vezetőjeként dolgozott. 1990 és 1996 között a Gazdasági ágazatok főosztályát vezette, később, 1996 és 1998 között a KSH gazdaságstatisztikáért felelős elnökhelyettese, 1998 decemberétől a hivatal statisztikai főtanácsadója lett 2003 novemberéig, amikor kinevezték a Központi Statisztikai Hivatal elnökévé.
Főszerkesztője volt a KSH Gazdaság és statisztika című folyóiratának, társszerkesztője a Lengyel Statisztikai Társaság Statistics in Transition' című folyóiratának.
1996-tól tagja lett az Országos Statisztikai Tanácsnak.
A Magyar Statisztikai Társaság Gazdaságstatisztikai Szakosztályának 1994 és 1998 között elnöke, 1998 és 2001 között alelnöke volt.
A Szegedi Tudományegyetem Gazdaságtudományi Karán 1995-től tanított, 2002 júliusától egyetemi docensként általános statisztikát és gazdaságstatisztikát.
Rendszeresen részt vett a nemzetközi szervezetek (OECD, ENSZ, Európai Unió) statisztikai munkájában.

## Publikációi
- A technológiai szerelési munkák áralakulásának megfigyelése a beruházási árstatisztikában (Ipari és Építőipari Statisztikai Értesítő, 1968. 5. szám)
- Az üzembe helyezett beruházások árindexe (Statisztikai Szemle, 1968. 6.szám) Online változat
- Az egyedi nagyberuházások árstatisztikai megfigyelése (Ipari és Építőipari Statisztikai Értesítő, 1969. 2. szám)
- Az egyedi gyártású termékek árváltozásának mérése a beruházási árstatisztikában (Ipari és Építőipari Statisztikai Értesítő, 1969. 10. szám) - szerzőtárs: Sőrés János
- Adatok a kommunális beruházásokról (Statisztikai Szemle, 1971. 12. szám) Online változat
- A beruházási árszínvonal alakulásának statisztikai megfigyelése (Ipari és Építőipari Statisztikai Értesítő, 1972. 5. szám)
- Beruházások és építkezések statisztikája. Szerkesztette: Dr. Révfalvy Miklós és Dr. Tar József (Közgazdasági és Jogi Könyvkiadó, 1973)
- Beruházási árak 1966-1970. (Figyelő, XV. évf. 13. szám)
- A beruházási költségek vizsgálata statisztikai módszerekkel (Statisztikai Szemle, 1974. 1. szám) Online változat - szerzőtárs: Nagy József
- Beruházási indexek (Ipari és Építőipari Statisztikai Értesítő, 1974. 11. szám)
- A beruházási-építőipari árak és költségek meghatározása és változásának mérése (Statisztikai Szemle, 1975. 1. és 2. szám) - szerzőtársak: Nagy J. és Dr. Tar József
- Beruházási tevékenység a negyedik ötéves terv időszakában (Ipari és Építőipari Statisztikai Értesítő, 1976. 8-9. szám)
- A mezőgazdasági beruházások fajlagos költségeinek alakulása; főmunkatárs Pukli Péter; KSH, Bp., 1977
- A beruházások hatékonyságának néhány vizsgálati módszere (Statisztikai Szemle, 1985. 11. szám) Online változat - szerzőtársak: Dudás János és Nagy József
- A külkereskedelmi árfolyamváltozások mérése (Statisztikai Szemle, 1989. 11. szám) Online változat
- A magyar külkereskedelmi statisztika történetéből (Statisztikai Szemle, 1992. 8-9. szám)
- Külkereskedelmi statisztika - Külkereskedelmi Oktatási és Továbbképző Kft.
- Strukturális változások a főbb gazdasági ágakban 1989-1993 (Statisztikai Szemle, 1994. 10. szám) Online változat
- Statisztika (Közigazgatási szakvizsga tananyaga)[1] Szerzők: Nyitrai Ferencné dr., Dr. Klinger András Szerkesztette: Dr. Pukli Péter. (BM Kiadó) ISBN 963-8036-28-1
- Fundamental stages in designing procedure of statistical survey[2] (Statisztikai szemle, Special issue of 1997)
- A beruházási statisztika története (Statisztikai Szemle, 2003. 4. szám) Online változat
- A gazdaságstatisztika regionális mutatószámai. Versenyképesség – Regionális versenyképesség. Szerkesztette: Farkas Beáta és Lengyel Imre (Jatepress, Szeged, 2000)
- A statisztika: tudomány és szakma (Statisztikai Szemle, 2004. 1. szám) Online változat - szerzőtárs: Végvári Jenő
- Gazdaságstatisztika egyetemi jegyzet (Jatepress, Szeged, 2004) - szerzőtárs: Lindnerné Eperjesi Erzsébet
- A statisztika minősége, valósághűsége, Katona Tamás emlékkötet (Budapest, 2008)

## Kitüntetései, díjai
- Kiváló dolgozó (1976)
- Munka Érdemrend bronz fokozata (1979)
- Munka Érdemrend ezüst fokozata (1985)
- Fényes Elek-díj (1992)
- A Magyar Köztársasági Érdemrend kiskeresztje (1995)
- A Magyar Köztársasági Érdemrend tisztikeresztje polgári tagozat (2009).